# Condado de Chatham (Georgia)
El condado de Chatham (en inglés: Chatham County) es un condado en el estado estadounidense de Georgia. En el censo de 2000 el condado tenía una población de 232 048 habitantes. Sin embargo, de acuerdo con estimados de 2009 de la Oficina del Censo de los Estados Unidos, la población era de 256.992, convertiéndolo en el condado más poblado de Georgia fuera del área metropolitana de Atlanta. La sede de condado es Savannah. El condado de Chatham es uno de los ocho condados originales de Georgia, siendo fundado el 5 de febrero de 1777. Fue nombrado en honor a William Pitt, Earl de Chatham. El condado forma parte del área metropolitana de Savannah.

## Geografía
Según la Oficina del Censo, el condado tiene un área total de 1638 km² (632 sq mi), de la cual 1135 km² (438 sq mi) es tierra y 503 km² (194 sq mi) (30,71%) es agua.

### Condados adyacentes
- Condado de Jasper, Carolina del Sur (noreste)
- Condado de Bryan (oeste)
- Condado de Effingham (noroeste)

### Áreas protegidas nacionales
- Fort Pulaski National Monument
- Savannah National Wildlife Refuge

## Autopistas importantes
- Interestatal 16
- Interestatal 95
- Interestatal 516
- U.S. Route 17
- U.S. Route 80
- Ruta Estatal de Georgia 17
- Ruta Estatal de Georgia 21
- Ruta Estatal de Georgia 25
- Ruta Estatal de Georgia 26
- Ruta Estatal de Georgia 204

## Demografía
En el  censo de 2000, hubo 232 048 personas, 89 865 hogares y 59 400 familias residiendo en el condado. La densidad poblacional era de 530 personas por milla cuadrada. En 2000 había 99 683 unidades unifamiliares en una densidad de 228 por milla cuadrada. La demografía del condado era de 55,28% blancos, 40,2% afroamericanos, 0,25% amerindios, 2,2% asiáticos, 0,07% isleños del Pacífico, 0,9% de otras razas y 1,1% de dos o más razas. 3,1% de la población era de origen hispano o latino de cualquier raza. 
La renta promedio para un hogar del condado era de $37 752 y el ingreso promedio para una familia era de $46 125. En 2000 los hombres tenían un ingreso medio de $35 132 versus $24 686 para las mujeres. La renta per cápita para el condado era de $21 152 y el 15,60% de la población estaba bajo el umbral de pobreza nacional.

## Ciudades y pueblos
| - Bloomingdale - Dutch Island - Henderson - Garden City - Georgetown | - Isle of Hope - Montgomery - Pin Point - Pooler - Port Wentworth | - Savannah - Skidaway Island - Talahi Island - Thunderbolt - Tybee Island | - Vernonburg - White Bluff - Whitemarsh Island - Wilmington Island |